# Lijst van straten in Zutphen
Dit is een lijst van straten in de gemeente Zutphen en hun oorsprong/betekenis.
Eén van de bronnen is deze: 

## Straten in Zutphen

### A
- Aagje Dekenstraat – Aagje Deken (1741-1804), schrijfster[2]
- Achterom –
- Admiraal Helfrichstraat – Conrad Helfrich (1886-1962), admiraal
- Aert van Nesstraat – Aert van Nes (1626-1693), admiraal en zeeheld
- Agnietensteeg – Agnieten, kloosterorde (zusterorde).
- Albardastraat – Willem Albarda (1877-1957), politicus
- Albert Cuypstraat – Albert Cuyp (1620-1691), kunstschilder en tekenaar
- Aletta Jacobshoeve – Aletta Jacobs (1854-1929), arts en feministe
- Ank van der Moerstraat – Ank van der Moer (1912-1983), Nederlands actrice
- Anna de Waallaan – Anna de Waal (1906-1981), Nederlands politica en bestuurder. Ze was staatssecretaris van 1953 tot 1957.
- Anna van Goghstraat – Anna van Gogh-Kaulbach (1869-1960), schrijfster
- Anne Frankplein – Anne Frank
- Annelies Kingmahof – Annelies Kingma-Anschutz, (Batavia 1933 – Zutphen 1993[3]), antroposofe, gehuwd met Klaas Kingma (directeur Openbare Werken Zutphen).[4]
- Annette Poelmanhoeve – Annette Versluys-Poelman (1853-1914), Nederlandse feministe
- Annie M.G. Schmidtstraat – Annie M.G. Schmidt (1911-1995), schrijfster
- Antonyviaduct –
- Appelstraat –
- Armenhage –
- Arnold Kaldenbachstraat – Arnold Kaldenbach (Emmerik – Zutphen, 11 april 1799), kunstschilder

### B
- Bachstraat – Johann Sebastian Bach (Eisenach, 21 maart 1685 – Leipzig, 28 juli 1750) was een Duitse componist van barokmuziek, organist, klavecinist, violist, muziekpedagoog en dirigent.
- Badhuisweg – badhuis
- Bagijnenland – Bagijn, vrouw in religieuze lekengemeenschap
- Bakerstraat – Sergeant Ernest Wilfred (Ernie) Baker. Canadees militair[5], op 23-jarige leeftijd gesneuveld op 4 april 1945 bij de bevrijding van Zutphen.[6][7]
- Bakkerstraat - broodbakker
- Barlheze – hess of heze betekent bosjes van laag hout of struikgewas, waarschijnlijk was het dus voor de ontginning een bossig gebeuren op deze plek.[8]
- Bartokstraat – Béla Bartók, Hongaars componist
- Basseroord – wijk voor de 13e eeuw
- Baudartiusstraat – Willem Baudartius (1565-1640), schrijver[9]
- Beatonstraat – Soldaat Douglas Angus Beaton. Canadees militair, op 22-jarige leeftijd gesneuveld op 4 april 1945 bij de bevrijding van Zutphen.[6]
- Beekstraat – De Beke, ontstaan tijdens de Middeleeuwen door de Waterpoort
- Beethovenstraat – Ludwig van Beethoven (Bonn, 16 december 1770 – Wenen, 26 maart 1827) was een Duitse componist, musicus, virtuoos en dirigent.
- Berghegelaan – Erve Berghege (gebouwd tussen 1472 en 1494). op de Looër Enk[10]
- Berkelpoortstraat – Berkel
- Berkelkade – Berkel, rivier
- Berkelsingel – Berkel
- Berkenlaan – berk, plantennaam
- Bernerstraat –
- Bernard Lievegoedstraat – Bernard Lievegoed (1905-1992), Nederlands psychiater, pedagoog en organisatiedeskundige die nauw betrokken was bij de ontwikkeling van de antroposofische beweging in Nederland.[4]
- Bernhardsteeg –
- Betsy Perkhoeve – Betsy Perk (1833-1906), schrijfster van romans en toneelstukken.
- Betsy Kerlenpad - feministe
- Bettinkhorst – voormalige boerderij
- Beukerstraat – verbasterd van het woord bodiker dat in het oosten van het land destijds een kuiper was
- Bilderdijkstraat – Willem Bilderdijk (1756-1831), schrijver
- Blekdijk –
- Boggelderenk – opvallend laag gelegen enk ten zuiden en zuidoosten van Zutphen[11]
- Bongerdspad –
- Boompjeswal –
- Bornhovestraat – oorspronkelijk 'Borro's hof', naar Borro, kanunnik in dienst bij de kapittelkerk St. Walburgis (14e eeuw)[12]
- Borrostraat – Borro, kanunnik in dienst bij de kapittelkerk St. Walburgis (14e eeuw).[12]
- Botnischestraat – Botnische Golf, het noordelijkste gedeelte van de Oostzee.
- Boxtartstraat – Hermanus Josef Boxtart (Eefde, 7 aug 1918 – 31 mrt 1945 (26jr)), een van de negen verzetsstrijders die enkele dagen voor de bevrijding op de IJsselkade in Zutphen werd gefusilleerd door de Duitse Sicherheitsdienst.[6][13][14][15][16]
- Braamkamp – boerderij
- Brahmsstraat – Johannes Brahms, componist
- Brandts Buijsstraat – Brandts Buijs,een Nederlandse familie van voornamelijk musici.
- Brinkhorst – voormalige boerderij
- Broederenkerkhof – Broederenkerk
- Broederenkerkplein – Broederenkerk
- Broederenkerkstraat – Broederenkerk
- Bronkhorststraat – Van Bronckhorst, een oud riddergeslacht
- Bronsbergen – de voormalige buurtschap Bronsbergen[17]
- Brucknerstraat – Anton Bruckner, componist
- Brugstraat – IJsselbrug
- Buitensingel –
- Burg. Dijckmeesterweg – Frans Theodoor Dijckmeester, burgemeester en verzetsstrijder

### C
- C. Hagestraat – Cornelis Hage (Hoek, 2-2-1894 - Wöbbelin[18], 3-3-1945), verzetsstrijder[19]
- C.A. Weersma-van Duinstraat – Zutphens eerste vrouwelijke gemeenteraadslid. Cornelia Alida Weersma-van Duin
- Canadasingel – straatnaam verwijst naar de Canadese militairen die Zutphen in april 1945 bevrijdden
- Caro van Eycklaan – Caro van Eyck
- Catharina-Amalia Rotonde – Catharina-Amalia der Nederlanden
- Chopinstraat – Frederic Chopin, componist
- Clara Schumannstraat – Clara Schumann, componiste en pianiste
- Coehoornsingel – Linie van Coehoorn, kort na 1700 aangelegd als nieuwe verdedigingsgordel om de stad, aangelegd op initiatief van vestingingenieur Menno van Coehoorn[20][21]:13
- Coenensparkstraat – jhr H.A.D. Coenen, burgemeester van Zutphen eind 19e eeuw[22]
- Contrescarp – contrescarpe van de Linie van Coehoorn, die kort na 1700 aangelegd werd als nieuwe verdedigingsgordel om de stad[21]:11
- Cort van der Lindenstraat – Cort van der Linden, een Nederlandse patriciërsfamilie[23]
- Cortenaerstraat – Egbert Bartolomeusz Cortenaer, admiraal en zeeheld
- Cortenoeversebrug – brug van Zutphen naar Cortenoever

### D
- Da Costastraat – Isaäc da Costa
- Dammanstraat – Sebastiaan Damman (Gent, 1578 – Zutphen, 1640), gereformeerd predikant en contraremonstrant.[9]:113[24][25]:35
- Dassenburcht – burcht (ondergronds hol) van een das die hier lag en bij de aanleg van de wijk moest verdwijnen.[26][27][28]:19
- David Evekinkstraat – David Evekink, houtkoper, vermaakte aan de vereniging 'de Spaarkas' te Zutphen,
- David van Orliensstraat – Nederlands majoor en ingenieur David van Orliens (1590-1652)
- De Beekoever –
- De Beukenhaag –
- De Bloementuin –
- De Boomgaard –
- De Border –
- De Bosrand –
- De Brink –
- De Clercqstraat – Willem de Clercq
- De Genestetplein – Petrus Augustus de Génestet
- De Kruidentuin –
- De Loofgang –
- De Moesmate –
- De Oprijlaan –
- De Riperkamp – Johan van Ripen, die in het jaar 1375 nabij Zutphen een stuk land verkreeg dat toen de naam “Clussermaat” droeg
- De Rozenhaag –
- De Savornin Lohmanstraat – Alexander de Savornin Lohman, politicus
- De Stoven –
- De Taxushaag – taxus, plant
- De Varentuin –
- De Waarden –
- De Waterkant – de woningen liggen half in het water
- Deensestraat – Denemarken
- Den Elterweg – weg naar buurtschap Den Elter, tussen Baak en Zutphen[17]
- Dennendijk –
- Deventerachterpad – smal pad langs het spoor aan de achterkant van de Deventerweg
- Deventerweg – weg van Zutphen naar Deventer
- Dieserstraat –
- Doggersbank – Doggersbank
- Donker Curtiusstraat – Hendrik Herman Donker Curtius, predikant
- Donkeresteeg –
- Dornachstraat – in de Zwitserse plaats Dornach is de school van spirituele wetenschap en het centrum van de Antroposofische Vereniging te vinden
- Douwesplaats – naar het aannemersbedrijf van Herman Douwes, dat hier in de tweede helft van de 19e eeuw gevestigd was[29]
- Dr. Bosstraat – Maarten Bos, antroposofisch arts te Zutphen, nauw betrokken bij de oprichting van de Vrije School[4]
- Dr. de Visserstraat – Dr J.Th. de Visser was predikant en politicus bij CHU
- Dr. Kuyperstraat – Abraham Kuyper
- Dr. Wibautstraat – Floor Wibaut
- Drogenapsteeg –Drogenapstoren
- Dreef – laan, waar men vroeger een kudde vee van het dorp naar het open veld dreef
- Driesteek –

### E
- Elisabeth Baxstraat – Elisabeth Bax, oprichtster van het Sarepta Hofje
- Elsken Havestadtstraat – Scherprechter Elsken Gerrits Haevestadt (1617-1669)
- Emerpark – de voormalige nederzetting Eme, dat lag op de plek waar nu de buurt Eme in de wijk Leesten-West ligt[10][30][31]
- Emmalaan – Emma van Waldeck-Pyrmont, koningin-regentes der Nederlanden
- Emmerikseweg – Emmerik, hanzestad. Behoorde tot 1402 tot het hertogdom Gelre.
- Emmersteeg –
- Engelbertsstraat – Derck Engelberts, een antirevolutionair uit Zutphen, die na de verkiezingsoverwinning van de rechterzijde in 1888 Tweede Kamerlid was.
- Estlandsestraat – Estland
- Ettegerpark – stadsarchitect F.H. Van Etteger (1838-1919)

### F
- Fanny Blankers-Koenweg – Fanny Blankers-Koen (1918-2004), atlete
- Fetterstraat – ds J.C.A. Fetter remonstrants dominee en schrijver
- Fie Carelsenstraat – Fie Carelsen (1890-1975), Nederlandse actrice
- Fien de la Marstraat – Fien de la Mar (1898-1965), actrice en cabaretière.
- Finsestraat – Finland
- Frankensteeg – Gilles Francken, schepen
- Frans Halslaan – Frans Hals, kunstschilder
- Freulepark – freule Christine Wttewaall van Stoetwegen
- Frits Juliushof – Frits Julius, schrijver

### G
- Galileenbrug –
- Gasthuiskamp – terrein bij het gasthuis
- Gasthuisstraat –
- Gelderhorst –
- Gerard Doustraat – Gerard Dou, kunstschilder
- Gerrit van de Lindestraat – Gerrit van de Linde (pseudoniem: 'De Schoolmeester'), schrijver
- Gerritsenweg – Albertus Gerritsen (Zutphen, 14 aug 1918 – 31 mrt 1945 (26jr)), een van de negen verzetsstrijders die enkele dagen voor de bevrijding op de IJsselkade in Zutphen werd gefusilleerd door de Duitse Sicherheitsdienst.[6][13][14][15][16]
- Gervaisstraat – Soldaat Harry Louis Gervais. Canadees militair, op 19-jarige leeftijd gesneuveld bij de bevrijding van Zutphen begin april 1945.[6]
- Geweldigershoek – verwijst naar de provoost-geweldiger die hield tucht onder de militairen
- Gijsbert van Oostveenstraat – Gijsbert van Oostveen (Vinkeveen, 3 juni 1907 – 31 mrt 1945 (37jr)), een van de negen verzetsstrijders die enkele dagen voor de bevrijding op de IJsselkade in Zutphen werd gefusilleerd door de Duitse Sicherheitsdienst.[6][13][14][15][16]
- Goeman Borgesiusstraat – Hendrik Goeman Borgesius (Schildwolde, 11 januari 1847 – Den Haag, 18 januari 1917) was in Nederland een vooraanstaand liberaal politicus.
- Goethesingel – Johann Wolfgang von Goethe, (Frankfurt am Main, 28 augustus 1749 – Weimar, 22 maart 1832) was een Duits wetenschapper, toneelschrijver, romanschrijver, filosoof, dichter, natuuronderzoeker en staatsman.
- Govert Flinckstraat – Govert Flinck, kunstschilder
- Graaf Ottosingel – Otto II van Gelre (ca. 1215 – 10 januari 1271[32]), bijgenaamd de Lamme, was graaf van Gelre van 22 oktober 1229 tot zijn dood in 1271.
- Gravinnenhofsteeg –
- Griete Wolfsstraat – vroegere eigenaresse Griete Wolfs, mogelijk stichteres van het pesthuis gebouw, dat behoorde tot het Nieuwe Gasthuis dat vanaf 1442 aan de Spiegelstraat stond
- Groen van Prinstererstraat – Guillaume Groen van Prinsterer, een 19e-eeuws Nederlands politicus.
- Groenesteeg –
- Groenmarkt –
- Groote Bolwerk – in nieuwe wijk Noorderhaven, vestingwerk uit 1602 Traliënbolwerk
- Grote Belt –

### H
- Haesebroeckstraat – Gerhard Haesebroeck, (1658-1719), burgemeester van Zutphen
- Hagepoortplein –
- Halterstraat –
- Halvemaanstraat – De Halvemaanstraat is vernoemd naar de 17e-eeuwse herberg de Halve Maan, die tot in de 19e eeuw was gevestigd aan de Laarstraat 75. Deze had de tuin en achteringang aan de Halvemaanstraat.
- Hamersplaats –
- Handelskade – kade op het industrieterrein de Mars waar vroeger verhandeld werd
- Hannanstraat – Soldaat Norman Harold Hannan. Canadees militair[5], op 25-jarige leeftijd gesneuveld op 4 april 1945 bij de bevrijding van Zutphen.[6][7]
- Hanzeweg – de Duitse Hanze, waarvan Zutphen een van de deelnemers was.
- Harenbergweg – voormalig boerderij/herberg op een duin naast de IJssel, nabij een galg van de stad Zutphen
- Harriët Freezerplein – Harriet Freezer
- Harry Poldermanhof – Eerste leerkracht van de vrije school in Zutphen in 1969[4]
- Hartochstraat – Gerardus Hartoch (Haarlem, 12 jan 1877 – 31 mrt 1945 (68jr)), een van de negen verzetsstrijders die enkele dagen voor de bevrijding op de IJsselkade in Zutphen werd gefusilleerd door de Duitse Sicherheitsdienst.[6][13][14][15][16]
- Hawkinsstraat – Sergeant Alfred Walter Hawkins. Canadees militair, op 22-jarige leeftijd gesneuveld bij de bevrijding van Zutphen begin april 1945.[6]
- Haya van Someren-Downerlaan – Haya van Someren, politicus
- Haydnstraat – Joseph Haydn, componist
- Hazekamp –
- Heeckerenlaan – Van Heeckeren is een oud-adellijk riddergeslacht uit Overijssel en Gelderland.
- Heetijzerstraat –
- Heintje Davidsplein – Heintje Davids, zanger
- Hekkelerdijk –
- Hekkehorst – voormalige boerderij
- Hellenraetplein – Emond Hellenraet was een Zutphense bouwmeester
- Hemmingstraat – Korporaal William Leslie Hemming. Canadees militair, op 34-jarige leeftijd gesneuveld bij de bevrijding van Zutphen begin april 1945.[6]
- Hemonystraat – De gebroeders François Hemony (Levécourt, 1609 – Amsterdam, 1667) en Pierre (Pieter) Hemony (Levécourt, 1619 – Amsterdam, 1680) waren de belangrijkste klokkengieters uit de 17e eeuw in de Nederlanden.
- Henk Lierstraat – Hendrik Hein Lier (Leeuwarden, 13 feb 1924 – 31 mrt 1945 (21jr)), een van de negen verzetsstrijders die enkele dagen voor de bevrijding op de IJsselkade in Zutphen werd gefusilleerd door de Duitse Sicherheitsdienst.[6][13][14][15][16]
- Henri Dunantweg – Henri Dunant, Zwitsers bankier, oprichter Rode Kruis en Nobelprijswinnaar in 1901.
- Henriette Polaklaan – Henriette Polak, (Zutphen, 7 november 1893 – Amsterdam, 12 april 1974) was een Nederlands humanistisch bestuurder, firmant en mecenas ĎQ.
- Hermesweg –
- Het Gazon –
- Het Glacis –
- Het Hoppenhof - Tuin van de Sint Walburgiskerk waar hop geteeld werd[33][34][35]:p29[36]:p133
- Het Oude Loo – ‘t Loo, oude boerderij[33][37]
- Het Prieel –
- Het Rechte Pad – geïnspireerd op de voormalige jeugdgevangenis die op deze locatie lag, en die jongeren "weer moest terugbrengen op het rechte pad"[38]
- Het Rieteiland –
- Het Zwanevlot –
- Het Zwarte Pad –
- Heukestraat –
- Higginsstraat – Luitenant Percy Dexter Higgins, Canadees militair, op 23-jarige leeftijd gesneuveld bij de bevrijding van Zutphen begin april 1945.[39][40]
- Hobbemakade – Meindert Hobbema, kunstschilder
- Hof van Wesse – genoemd naar de Villa Wessa die hier in de vroege middeleeuwen gestaan heeft[38][41]
- Hofweg –
- Hoge Balver –
- Hogestraatje –
- Holthusenstraat – Johan van Holthuesen (15e eeuw)[42][43]
- Holtmaatweg –
- Holtmede –
- Hoornwerk – hoornwerk om de Cabinetsgracht
- Housestraat – Soldaat Charles Edward William Joseph House. Canadees militair, op 26-jarige leeftijd gesneuveld op 4 april 1945 bij de bevrijding van Zutphen.[6]
- Houthaven – hier was vroeger de haven voor houthandelaren
- Houtmarkt – rijke koopmanshuizen op de markt waar hout verhandeld werd
- Houtsingel – singel vanaf de Houthaven
- Houtwal – kade waar vroeger hout verhandeld werd aan de Grote Gracht
- Houtzagerij - naar de alhier gevestigde Cornegoor houthandel & houtzagerij
- Hubertusplein –
- Hugo de Grootplantsoen – Hugo de Groot
- 't Hummel – boerderij op dekzandkop uit de bronstijd

### I
- Ida Gerhardtsingel – Ida Gerhardt, (Gorinchem, 11 mei 1905 – Warnsveld, 15 augustus 1997) was een Nederlands dichteres en classica. Haar standbeeld staat op de IJsselkade.
- Ien Dalessingel – Ien Dales, politicus
- IJsbaanstraat – bij de ijsbaan
- IJselweg – rivier de IJssel
- IJslandsestraat – IJsland
- IJsselkade – rivier de IJssel
- IJzerhorst –
- Ina Boudier-Bakkerlaan – Ina Boudier-Bakker
- Industrieweg – verbindingsweg naar Industrieterrein De Mars
- Ir. Lelystraat – Cornelis Lely (1854-1929), een Nederlandse ingenieur, waterbouwkundige, minister en gouverneur
- Isendoornstraat – Van Isendoorn was een oud Gelders geslacht waarvan leden sinds 1814 als D'Isendoorn à Blois tot de moderne Nederlandse adel behoorden. Het geslacht stierf in 1865 uit.
- Ita Wegmanhof – Ita Wegman (Karawang (West-Java), 22 februari 1876 – Arlesheim (Zwitserland), 4 maart 1943) was een Nederlandse arts, antroposoof en theosoof.
- Itzhof –

### J
- J. C. Bloemplein – J.C. Bloem (Oudshoorn, 10 mei 1887 – Kalenberg, 10 augustus 1966) was een Nederlands dichter.
- J. P. Heijestraat – Jan Pieter Heije (Amsterdam, 1 maart 1809 – aldaar, 24 februari 1876) was een Nederlandse arts, die vooral bekend is geworden om zijn inzet voor dichtkunst en muziek.
- Jacob Damsingel – Jacob Dam
- Jan Brugmanstraat – een redacteur (staat op het straatnaambordje)
- Jan Heijenkstraat – Jan Heijenk, oorlogsslachtoffer overleden in Zutphen april 1945 39 jaar oud
- Jan Rozeboomstraat – Jan Rozeboom, kunstenaar geboren in Zutphen
- Jan Steenstraat – Jan Steen, kunstschilder
- Jan Vermeerstraat – Jan Vermeer, kunstschilder
- Janneke van der Plaatstraat – Janneke van der Plaat (ca. 1944 – Zutphen, 17 januari 1990) was een Nederlands politica.
- Jelle Zijlstrapad – Jelle Zijlstra
- Jo Spierlaan – Jo Spier
- Johan van Oldenbarneveldtstraat – Johan van Oldenbarneveldt
- Johan de Wittplantsoen – Johan de Witt
- Johanna Naberlaan – Johanna Naber (1859-1941) was een actief Nederlands feministe en schrijfster van talrijke historische studies.
- Joke Smitlaan – Joke Smit, feministe in de jaren zeventig van de 20e eeuw
- Judith Leysterstraat – Judith Leyster, schilderes
- Jutlandsestraat – Jutland
- Jutte van der Voorststraat – psychiater

### K
- Kanaalpad – smal paadje langs het Twentekanaal
- Kapperallee – Genoemd naar het Veldese Bos tussen Warnsveld en Eefde, in de volksmond Kapperse Bos
- Kappeijne van de Coppellostraat – Jan Kappeyne van de Coppello (Den Haag, 2 oktober 1822 – aldaar, 28 juli 1895) was een energieke, liberale politicus, die in Den Haag een vermaard advocaat was.
- Karel Doormanstraat – Karel Doorman, admiraal
- Kattenhavestraat – Kattenhaven is de uitmonding van de Berkel in de IJssel.[bron?]
- Keppelstraat –
- Kerkhof – hof naast de Sint-Walburgiskerk
- Kerkhofweg –
- Kerkpad – pad langs de Sint-Walburgiskerk naar de markt
- Kerksteegje – steegje van de Sint-Walburgiskerk (Zutphen) naar het centrum
- Kerkstraatje – straatje langs de Sint-Walburgiskerk
- Ketelhof – J. Ketel (1887-1964), was directeur van gasfabriek GAMOG
- Keucheniusstraat – Levinus Wilhelmus Christiaan Keuchenius (Batavia (Ned.-Indië), 21 oktober 1822 – 's-Gravenhage, 17 december 1893) was een Nederlands advocaat en politicus.
- Kleine Belt –
- Kleine Omlegging –
- Koekoekboomseweg –
- Kolkakkerlaan –
- Kolenstraat –
- Kolsteeghofje –
- Komsteeg –
- Koningin Julianalaan – Juliana der Nederlanden (1909-2004), koningin der Nederlanden van 4 september 1948 tot en met 30 april 1980
- Korenstraat –
- Korte Beukerstraat –
- Korte Hofstraat – straat naar het Hof van de Graaf
- Kostverloren – met gekleurde lichten versierde fietstunnel van het centrum naar Noorderhavengebied naast het station, vestingwerk: geschutstoren uit 1532, die vanaf 1583 Kostverloren werd genoemd
- Kreynckstraat – Kreynck, regentengeslacht uit Zutphen. O.a. Renze Kreynck, Schepen van Zutphen 14e eeuw.[44]
- Kruittoren – kruittoren
- Kruittorenhoek – kruittoren
- Kuiperstraat –

### L
- Laakse Dam – Leestensche Laak, riviertje
- Laakse Hof –  Leestensche Laak, riviertje
- Laakse Laan –  Leestensche Laak, riviertje
- Laakse Oever –  Leestensche Laak, riviertje
- Laakse Plein –  Leestensche Laak, riviertje
- Laakse Tuin –  Leestensche Laak, riviertje
- Laakse Veld –  Leestensche Laak, riviertje
- Laan naar Eme – weg naar de voormalige nederzetting Eme, dat lag op de plek waar nu de buurt Eme in de wijk Leesten-West ligt[10][31]
- Laan van de Highlanders – verwijst naar de militairen van de Canadese 'Highland' bataljons van de 9e Canadese Infanterie Brigade die Zutphen bevrijdden in 1945
- Laan van Neder Helbergen – Helbergen was een Gelders grafelijk/hertogelijk leengoed dat zich uitstrekte van Cortenoever-Noord tot aan de Vispoort te Zutphen. Neder Helbergen was het lage uiterwaardengebied ten noorden van het Cortenoeverse Helbergen. In 1357 kwam het door verlegging van een bocht in de IJssel naar het westen aan de oostkant van de IJssel te liggen. Vanaf dat moment is het ook eigendom van de stad Zutphen[45][46]
- Laarstraat –
- Lammersstraat – Hendrik Jan Lammers (Zutphen, 11 mei 1921 – 31 mrt 1945 (23jr)), een van de negen verzetsstrijders die enkele dagen voor de bevrijding op de IJsselkade in Zutphen werd gefusilleerd door de Duitse Sicherheitsdienst.[6][13][14][15][16]
- Lange Hofstraat –
- Langenberghof –
- Lansinkweg –
- Lawesbrug – Soldaat Marshall Noah Lawes. Canadees militair, op 30-jarige leeftijd gesneuveld 4 april 1945 bij de bevrijding van Zutphen.[6]
- Leestense Rondweg – rondweg aangelegd om de wijk Leesten verkeersluw te maken
- Leestenseweg – weg van Vierakker naar Leesten, het dorpje dat vóór 1992 op de plek van de nieuwbouwwijk Leesten-West lag.[47]
- Leeuwenkuil –
- Leeuweriklaan – vernoemd naar boerderij de Leeuwerik die op die plek stond.
- Leeuwerikstraat –
- Lerinckstraat – Willem Lerinck, 15e eeuw[42][43]
- Letlandsestraat – Letland
- Lievenheersteeg –
- Lievevrouwestraat –
- Lijmerij – in dit deel van de Noorderhaven stond in 1730 een beenderlijmfabriek, eerste bedrijf op de Mars, opgeheven 1834
- Linie van het Wambuis – een van de twee 'nieuwe' verdedigingslinies aangelegd in het zuidelijk deel van Zutphen in 1796 (de tweede was de Linie van Hooff (1799))[38][48][49]
- Linie van Hooff – een van de twee 'nieuwe' verdedigingslinies aangelegd in het zuidelijk deel van Zutphen in 1799 (de tweede was de Linie van het Wambuis (1796))[38][48][49]
- Lintelostraat – Van Lintelo, een uitgestorven adel geslacht
- Litauensestraat – Litauen
- Liudgerdijk – Liudger (742-809), zendeling die begin 800 een kerkje liet bouwen aan de oostkant van de IJssel tussen Baak en Wichmond.[50]
- Lokenstraat –
- Lombardsteeg – lombarden, Oost-Germaans volk
- Lomeijerplein – Johannes Lomeijer werd in 1636 te Zutphen geboren, in 1667 predikant te Deutichem, in 1670 Rector en Professor Litt. humanitiek te Zutphen, en in 1674 predikant aldaar.
- Looër Enkweg – Looër Enk, het hogere gedeelte van het landschap aan de oostzijde van de Ooyerhoekse Laak[7][10]
- Loohorst – voormalige boerderij
- Looiersstraat –
- Loskade – kade vlak bij de IJssel op het industrieterrein de Mars waar vroeger veel transport werd gelost
- Louisesingel – Louise Coenen-van Ittersum, de echtgenote van burgemeester jhr H.A.D. Coenen[22]
- Loverendale – antroposofische organisatie (1926) die de oprichting van de Vrije School ondersteunde.[51][bron?]
- Luchtenhorst – voormalige boerderij
- Lulofsstraat – Johan Lulofs (Zutphen, 5 augustus 1711 – Leiden, 4 november 1768) was een Nederlandse wiskundige en waterbouwkundige.
- Lunetteplein – werd aangelegd op Lunet G van de oude verdedigingslinie Linie van het Wambuis. In 1883-1886 werd hier de "De Lunet" gebouwd als gevangenis.[52]
- Lunettestraat –

### M
- Maarten Harpertsz. Trompstraat – Maarten Harpertszoon Tromp (Den Briel, ca. 23 april 1598 – Slag bij Ter Heijde, 10 augustus 1653) was een Nederlands zeevaarder en luitenant-admiraal in de Nederlandse Marine
- Maarten Boshof – antroposofische arts Maarten Bos
- Maaskanthof –
- Mackaystraat – Mackay is een van oorsprong Schotse familie waarvan leden sinds 1815 tot de Nederlandse adel behoren.[53][54][55] Æneas Mackay (1838-1909) was minister president van Nederland van 1888 tot 1891.
- Mahlerstraat – Gustaaf Mahler, componist
- Marga Klompélaan – Marga Klompé, politicus
- Margo Antinkstraat – Margo Scharten-Antink (Zutphen, 7 september 1868 – Florence, 27 november 1957) was een Nederlands schrijfster.
- Maria Rutgersstraat – Maria Rutgers-Hoitsema (Britsum, 10 juli 1847 – Rijswijk, 26 oktober 1934) was een Nederlands feministe, onderwijzeres en sociaal hervormster.
- Marius ten Raapad –Marius Johan ten Raa (1895-1960), tijdens de Tweede Wereldoorlog psychiater en neuroloog op Het Groot Graffel[56][57][58]
- Markolle –
- Marspoortstraat – Marspoort, uitvalsweg vanuit het oude Zutphen in de tijd van Hendrik I van Zutphen
- Marstunnel – Mars, industrieterrein achter het station naast de Noorderhaven
- Marsweg - Mars, industrieterrein achter het station naast de Noorderhaven
- Martinetsingel – Jan Floris Martinet (Deurne, 12 juli 1729 – Amsterdam, 4 augustus 1795) was natuurkundig historicus, schrijver, pedagoog, theoloog en predikant te Gellicum en Rhenoy (1756-1759), Edam (1759-1775) en Zutphen (1775-1795).
- Meijer Groenpad – rabbijn Meijer Groen (1915-2012)[59][60]
- Meijerinkstraat – Johan Meyerynck (15e eeuw)[42][43]
- Meijerinkpad – Erve Meyerynck, oude boerderij[37][42][43]
- Meinsmasingel – Lenze Meinsma (Makkum, 8 november 1923 – Bolsward, 19 december 2008) was een Nederlands arts.
- Melatensteeg –
- Mendelssohnstraat – Felix Mendelssohn Bartholdy (Hamburg, 3 februari 1809 – Leipzig, 4 november 1847) was een Duits componist, dirigent, organist en pianist.
- Mengerinckstraat – Mengerinck, Zutphens regentengeslacht.[42][43] O.a. Johan Ruyter tot Mengerinck, burgemeester van Zutphen (17e eeuw)[61]
- Mercuriusweg – Mercurius, een planeet binnen het zonnestelsel
- Metiushof – vestingwerk Metius
- Mettrayweg – Mettray is een gemeente in het Franse departement Indre-et-Loire (regio Centre-Val de Loire) en telt 1929 inwoners (2004). De plaats maakt deel uit van het arrondissement Tours.[62][63]
- Mgr. Nolensstraat – Wilhelmus Hubertus Nolens (Venlo, 7 september 1860 – 's-Gravenhage, 27 augustus 1931) was een Nederlands rooms-katholiek priester, politicus en Minister van Staat
- Mgr. Schaepmanstraat – Andreas Ignatius Schaepman, aartsbisschop
- Michiel de Ruyterstraat – Michiel de Ruyter, admiraal en zeeheld
- Molengracht –
- Morganlaan – Korporaal Patrick Bryan Joseph Morgan (1923-1945). Canadees militair, op 5 april 1945 gesneuveld bij de bevrijding van Zutphen.[6][64][65][66][67]
- Mozartstraat – componist Wolfgang Amadeus Mozart
- Mr. Th. Heemskerkstraat – Theo Heemskerk (Amsterdam, 20 juli 1852 – Utrecht, 12 juni 1932) was van 1908 tot 1913 namens de ARP minister van Binnenlandse Zaken en voorzitter van de ministerraad.
- Multatulistraat – Eduard Douwes Dekker (Amsterdam, 2 maart 1820 – Ingelheim am Rhein, 19 februari 1887) was een Nederlandse schrijver die ook bekend is geworden onder het pseudoniem Multatuli.

### N
- Naadzak – de vorm van de straat is een soort broekzak of de zijnaad van een rok
- Nienke van Hichtumplein – Nienke van Hichtum Pseudoniem van Sjoukje Maria Diderika Troelstra - Bokma de Boer (1860 - 1939)
- Nieuwstad –
- Nieuwstadskerksteeg –
- Noorderhaven – nieuwe haven in de nieuwe wijk die gemaakt is aan de noordkant van de stad achter het station
- Noorderhavenkade – kade langs de Noorderhaven
- Noorderhavenstraat – straat door de wijk Noorderhaven
- Noorsestraat – Noorwegen[68]
- Norenburgerstraat –

### O
- Ooijerweg – Ooijerhoek, voormalige buurtschap op de plak van de huidige buurt Ooyerhoek in de wijk Leesten-West.[69]
- Ooyerhoekseweg – Ooijerhoek, voormalige buurtschap
- Oostveensepad –
- Oostzeestraat – Oostzee
- Ooyerbrug – brug in de Ooijerhoek, voormalige buurtschap, naar het centrum van de stad
- Oskamstraatje – Adrianus Cornelis Oskam (Den Haag, 21 mrt 1901 – 31 mrt 1945 (44jr)), een van de negen verzetsstrijders die enkele dagen voor de bevrijding op de IJsselkade in Zutphen werd gefusilleerd door de Duitse Sicherheitsdienst.[6][13][14][15][16]
- Oude Bornhof – Oorspronkelijk 'Borro's hof', naar Borro, kanunnik in dienst bij de kapittelkerk St. Walburgis (14e eeuw)[12]
- Oude Gasthuissteeg –
- Oude Wed –
- Oude Wijvenhofje –
- Oudewand –
- Overweg – genoemd naar de overweg die er vroeger was van industrieterrein de Mars naar de binnenstad
- Overwelving –

### P
- Paapstraat –
- Paardenwal –
- Pagematestraat –
- Pagetstraat – Soldaat Hazen Henri Paget. Canadees militair, op 23-jarige leeftijd gesneuveld 4 april 1945 bij de bevrijding van Zutphen.[6]
- Paul Rodenkolaan – Paul Rodenko
- Paulus Potterstraat – Paulus Potter, schilder
- Pekelharingstraat – hoogleraar Baltus Hendrik Pekelharing
- Pelikaanstraat – pelikanen, vogelsoort
- Peppelendijk –
- Peppelstraat –
- Periardstraat – Soldaat Aime Pascal Periard. Canadees militair[5], op 24-jarige leeftijd gesneuveld bij de bevrijding van Zutphen begin april 1945.[6][7]
- Piet Heinstraat – genoemd naar Piet Hein
- Polbeekseweg – Polbeek, beek in het noord-oosten van Zutphen tussen de Berkel en het Twentekanaal. Voor de aanleg van het kanaal in 1938 kwam de Polbeek ±900m ten oosten van de IJssel samen met de Eefse beek en liep door naar de IJssel.[37][70]
- Polbrug –
- Pollaan –
- Polsbroek –
- Polsbroekpassage –
- Potgieterstraat – Everhardus Johannes Potgieter
- Pottsstraat – Soldaat Jack (John) Elvin Potts. Canadees militair, op 27-jarige leeftijd gesneuveld bij de bevrijding van Zutphen begin april 1945.[6]
- Praebsterkamp –
- Prins Bernhardlaan – Bernhard van Lippe-Biesterfeld (1911-2004), prins-gemaal van Juliana der Nederlanden
- Prins Clausstraat – Claus van Amsberg (1926-2002), Prins der Nederlanden, prins-gemaal van koningin Beatrix der Nederlanden.
- Prinses Beatrixstraat – Beatrix der Nederlanden, eerste dochter en opvolgster van Juliana der Nederlanden
- Prinses Irenestraat – Irene der Nederlanden, tweede dochter van Juliana der Nederlanden
- Prinses Margrietstraat – Margriet der Nederlanden, derde dochter van Juliana der Nederlanden
- Prinses Marijkelaan – Marijke, vroegere roepnaam van Christina der Nederlanden, vierde en jongste dochter van Juliana der Nederlanden
- Prof. Aalbersestraat – Piet Aalberse (1871-1948)
- Prof. Piersonplein –
- Prof. Piersonstraat – Allard Pierson
- Prof. Treubstraat – Willem Treub
- Proostdijsteeg – Steeg bij het woning van de proost

### R
- Raadhuissteeg – raadhuis
- Rademakersstraat –
- Ravenstraatje –
- Reesinkhof – Hof gebouwd op grond van voormalig groot handelsbedrijf Royal Reesink (1786-2003)
- Rembrandtstraat – Rembrandt van Rijn
- Revelmanstraat – dichter en drogist Herman Revelman
- Rietbergstraat –
- Rigastraat – Riga, Hanzestad en hoofdstad van Letland
- Rijkenhage –
- Robert van Guliklaan – Robert van Gulik (Zutphen, 9 augustus 1910 – Den Haag, 24 september 1967) was een Nederlandse sinoloog, diplomaat en auteur en illustrator van onder andere de Rechter Tie-misdaadromans.
- Rob Mutsaersplein - directeur Gelre ziekenhuis (2009-2017) Plein is voor de deur van het ziekenhuis
- Rodetorenstraat –
- Roggestraat –
- Roodsplein –
- Rosmolensteeg –
- Rossinistraat – Gioachino Rossini (1792-1868) Italiaans componist
- Rozengracht –
- Rozenhoflaan –
- Rudolf Steinerlaan – Rudolf Steiner (1861-1925), Oostenrijkse esotericus, schrijver, architect, filosoof en grondlegger van de antroposofie
- Ruys de Beerenbrouckstraat – Ruijs de Beerenbrouck is een Noord-Limburgs geslacht dat sinds 1816 behoorde tot de Nederlandse adel en in 1930 werd opgenomen in het naslagwerk Nederland's Patriciaat[23]. Jhr. Gustave Louis Marie Hubert Ruijs de Beerenbrouck (1842-1926) was minister, jhr. Charles Joseph Marie Ruijs de Beerenbrouck (1873-1936) was minister-president.
- Ruitershofje –
- Ruysdaelstraat – Salomon van Ruysdael (ca. 1600-1670), Nederlands kunstschilder en tekenaar, broer van Isaack

### S
- 's Gravenhof – Hof waar de graaf woonde
- Satu Mare Rotonde – Satu Mare, stedenband Zutphen-Satu Mare
- Schamperdijk – zie hieronder
- Schamperdijkstraat – Middeleeuwse dijk aangelegd na de rivierlegging in 1407
- Schellinghof – architect H.G.J. Schelling, ontwierp stationsgebouw in 1952
- Schelvenhof – vestingwerk
- Schimmelpennincklaan – Schimmelpenninck is een Nederlands geslacht dat oorspronkelijk uit de stad Zutphen komt en waarvan een tak sinds 1834 tot de Nederlandse adel behoort en een andere in 1910 werd opgenomen in het Nederland's Patriciaat.[9][23]
- Schoenmakersstraatje –
- Schoolstraat – in de wijk De Hoven, waar vroeger de Theo Thijssenschool was
- Schoonveldhof –
- Schouwlaaksweg – Schouwlaakse Beek
- Schubertstraat – Franz Schubert (1797-1828), Oostenrijks componist
- Schupstoel – voormalig haventje in de Berkel dat dienst deed als scheepstol (schopstoel) gebouwd door Graaf Hendrik
- Shrewsbury Rotonde – Shrewsbury, stedenband Zutphen - Shrewsbury
- Sibeliusstraat – Jean Sibelius Hämeenlinna, 8 december 1865 – Järvenpää bij Helsinki, 20 september 1957) was een Fins componist, muziekpedagoog en dirigent.
- Sidneystraat – Philip Sidney (1554-1586), Engels aristocraat, diplomaat, maecenas en dichter.[71] Overleed in 1586 aan de gevolgen van verwondingen opgelopen in de Slag bij Zutphen.
- Sippenbroek – [72]
- Skagerrakstraat – Skagerrak
- Slindewaterstraat – familienaam Slindewater
- Sloetstraat – Sloet naam van een Nederlandse adellijke familie uit Vollenhove.
- Sonnenbergstraat – David Johan Sonnenberg (Boxtel, 8 jan 1922 – 31 mrt 1945 (23jr)), een van de negen verzetsstrijders die enkele dagen voor de bevrijding op de IJsselkade in Zutphen werd gefusilleerd door de Duitse Sicherheitsdienst.[6][13][14][15][16]
- Sontstraat – Sont
- Sophiastraat –
- Spiegelstraat –
- Spittaalderkamp – [49]
- Spittaalstraat – Spittaalpoort, uitvalsweg vanuit het oude Zutphen in de tijd van Hendrik I van Zutphen
- Spoorstraat –
- Sprongstraat – de familie Spronck die een huis hadden aan de Oude Wand in het jaar 1469
- Staringstraat – A.C.W. Staring (1767-1840), heer van de Wildenborch, was een Nederlandse landheer, landbouwkundige en dichter[31]
- Statenbolwerk – in wijk Noorderhaven Vestingwerk uit 1612
- Stationsplein – Station Zutphen
- Stationsstraat – straat naar het station
- Stokebrand – boerderij Stakebrand
- Strawinskystraat – Igor Strawinsky
- Stuurmanstraat –

### T
- 't Diekske – boerderij nabij een dijk
- 't Gallee –
- 't Hummel – Erve 't Hummel op de Looër Enk (gebouwd tussen 1472 en 1494)[10]
- Tadamasingel – Reinier Willem Tadama
- Tadamastraat – Reinier Willem Tadama
- Tak van Poortvlietstraat – Tak van Poortvliet is een Nederlands patriciërsgeslacht.[23][73] Marie Tak van Poortvliet (1871-1936) was een kunstverzamelaar en publiciste die nauw betrokken was bij de ontwikkeling van de antroposofische beweging in Nederland.
- Talmastraat – Syb Talma
- Tartu Rotonde – Tartu, stedenband Zutphen - Tartu
- Tengnagelshoek – Jan Tengnagel
- Teniersstraat – David Teniers I
- Theodora Bouwmeesterstraat – Theo Mann-Bouwmeester
- Thiemeplein – uitgever van schoolboeken W.J.Thieme uit Zutphen
- Thorbeckesingel – Johan Rudolph Thorbecke
- Tichelerstraat – beroep van tichelaar
- Tichelkuilen – [49]
- Timmermansingel –
- Tjerk Hiddesstraat – Tjerk Hiddes de Vries, Friese admiraal
- Tollensstraat – Hendrik Tollens
- Ton Albertsstraat – Ton Alberts (Antwerpen, 6 juli 1927 – Amsterdam, 16 augustus 1999) was een Nederlands architect die vooral bekend is door zijn op antroposofische leest geschoeide organische architectuur.
- Troelstralaan – Pieter Jelles Troelstra
- Tuinderspad –
- Turfstraat – tijdens de Middeleeuwen werd hier turf verhandeld, het heette eerder Engepoortstraat naar de voormalige poort bij de Rijkenhage en de Oude Wand

### V
- Vaaltstraat –
- Valckstraat –
- Van Achteveltstraat –
- Van Bourlostraat – Tomas van Bourlo, bezitter van grond bij Warnsveld, 17e eeuw.[9][74]
- Van der Vegtestraat – verzetsfamilie[75][76]
- Van der Duin van Maasdamstraat – Van der Duin van Maasdam is een Nederlands oud-adellijk geslacht waarvan leden vanaf 1814 gingen behoren tot de moderne Nederlandse adel. De tak is in 1969 is uitgestorven. Het bekendste lid is Frans Adam van der Duyn van Maasdam (1771-1848), politicus.
- Van der Capellenlaan – Van der Capellen, een oud adellijk, Gelders geslacht.[25] Bekendste lid is Joan Derk van der Capellen tot den Pol
- Van Dorenborchstraat – Johannes van Dorenborch, stadssecretaris Zutphen van 1378 tot 1420[77]
- Van Dorthstraat – Van Dorth, een oud adellijk geslacht. Freule van Dorth (Warnsveld, 7 mei 1747 – Winterswijk, 22 november 1799), was een orangiste en dochter van Jan Adolph Hendrik Sigmund van Dorth, heer van 't Velde en Holthuizen en Jacoba Schimmelpenninck van der Oije.
- Van Drinenstraat – Van Drinen, Zutphens regentengeslacht. O.a. Diederich van Drinen, Schepen van Zutphen 14e eeuw.[44]
- Van Essenstraat – Van Essen is een Zutphens regentengeslacht. O.a. Jacob Snieder van Essen, stadssecretaris Zutphen van 1532 tot 1570[77] en Philips van Essen, stadssecretaris Zutphen van 1693-1725[77]
- Van Hallstraat – Van Hall is een Nederlands geslacht, afkomstig uit Gelderland. Een bekend lid is Floris Adriaan van Hall (1791-1866), politicus
- Van Hasseltstraat – Johan Otto van Hasselt, stadssecretaris Zutphen van 1726 tot 1746[77]
- Van Heemstrastraat – Baron Ir. Theodore Willem Lodewijk van Heemstra (Sassenheim, 27 mrt 1883 – 31 mrt 1945 (62jr)), een van de negen verzetsstrijders die enkele dagen voor de bevrijding op de IJsselkade in Zutphen werd gefusilleerd door de Duitse Sicherheitsdienst.[6][13][14][15][16]
- Van Hogendorpstraat – Van Hogendorp is een Nederlands geslacht dat sinds 1814 tot de Nederlandse adel behoort. Een bekend lid is Gijsbert Karel van Hogendorp (1762-1834), politicus
- Van Hoornlaan – Van Hoorn is een Nederlands geslacht waarvan leden sinds 1814 tot de Nederlandse adel behoren.
- Van Houtenstraat – Samuel van Houten (1837-1930), politicus
- Van Kolstraat – Henri van Kol (Eindhoven, 23 mei 1852 – Aywaille (België), 22 augustus 1925) was een Nederlands politicus van SDAP-huize.
- Van Limburg Stirumstraat – Van Limburg Stirum is een van oorsprong Duits geslacht dat behoort tot de Nederlandse, Belgische en historische Duitse adel.
- Van Löben Selsstraat – Constant Maurits Ernst van Löben Sels (1846-1923), militair en politicus.
- Van Lochterenstraat – Johan van Lochteren Stakebrant (Steenderen, 16 februari 1758 – Zwolle, 21 februari 1826) was een Nederlands bestuurder, militair en politicus.
- Van Meermuedenstraat – Andries van Meermueden (15e eeuw)[42][43]
- Van Raesfeltstraat – Van Raesfelt is een oud-adellijk geslacht uit Gemen waarvan een lid sinds 1814 tot de Nederlandse adel behoort en dat met hem in 1828 uitstierf.
- Van Suchtelenstraat – De familie Van Suchtelen is een geslacht dat in de eerste generaties vele leden van de raad, schepenen, burgemeesters of lid van de gezworen gemeente van Deventer leverde.
- Van 't Hulstraat – Gradus van 't Hul. Verzetsstrijder, overleden in gevangenschap op 17 maart 1945.[6][38]
- Van Tijenhof –
- Van Tillstraat – Van Till is een Nederlands adellijke familie uit de buurt van Kleef, waar het dorp Till ligt. Het dorp ligt nu op Duits grondgebied
- Veerstraat –
- Verdistraat – Giuseppe Verdi, componist
- Verlengde Ooyerhoekseweg – Ooijerhoek, voormalige buurtschap op de plak van de huidige buurt Ooyerhoek in de wijk Leesten-West.[69]
- Vierakkersestraatweg – weg van Zutphen naar Vierakker
- Vijfmorgenstraat – verwijst naar het gebied dat een oppervlakte van vijf morgens had[38][49]
- Villa Sandino Rotonde – Villa Sandino in Nicaragua, stedenband Zutphen-Villa Sandino
- Vispoorthaven – haven bij de Vispoort
- Vispoortplein – plein bij de Vispoort
- Vispoortstraat – Vispoort, uitvalsweg vanuit het oude Zutphen in de tijd van Hendrik I van Zutphen
- Vivaldistraat – Antonio Vivaldi (1678-1741), Italiaans violist, priester en componist
- Voorsterallee – Voorst

### W
- W. H. Vliegenstraat – Willem Vliegen (Gulpen, 20 november 1862 – Bloemendaal, 29 juni 1947) was een Nederlands journalist en politicus.
- Wagnerstraat – Richard Wagner (1813-1883), Duitse componist
- Walstraat –
- Wambuisstraat – Linie van het Wambuis – een van de twee 'nieuwe' verdedigingslinies aangelegd in het zuidelijk deel van Zutphen in 1796 (de tweede was de Linie van Hooff (1799))[38][48][49]
- Wanne –
- Warninckhof –
- Warnsveldseweg – weg van Zutphen naar Warnsveld
- Waterstraat –
- Watertoren – watertoren
- Weerdslag –
- Weg naar Laren – weg van Zutphen naar Laren
- Weg naar Vierakker – weg van Zutphen naar Vierakker
- Weijershof –
- Wentholtstraat – Wentholt is een Zutphens regentengeslacht waarvan een tak in 1817 werd opgenomen in de Nederlandse adel. Een bekend lid is Jan Wentholt (1831-1930), admiraal en politicus. Verschillende leden van dit geslacht waren stadssecretaris van Zutphen[77]
- Wijnhofstraat –
- Wilgestraat –
- Wilhelmina Druckerhoeve – Wilhelmina Drucker, feministe
- Wilhelminalaan – Wilhelmina der Nederlanden (1880-1962), Koningin der Nederlanden van 23 november 1890 tot 4 september 1948.
- Willem Dreesstraat – Willem Drees (1886-1988), politicus
- Wöhrmannhof – drukkerij

### Z
- Zaadmarkt –
- Zaagmolenweg – zaagmolen
- Zerboldstraat – Gerard Zerbold van Zutphen (1367-1398), theoloog van de Moderne Devotie
- Zonnehorst –
- Zuiderhaven –
- Zuster Meyboomstraat – Frederike Meyboom, ziekenhuisdirectrice en feministe
- Zwaanpark –
- Zweedsestraat – Zweden

## Straten in Warnsveld

### A
- Abersonlaan – Aberson is een Nederlands patriciërsgeslacht.[78][79] Bekende leden o.a. Herman Willem Aberson en Evert Godfried Colson Aberson.
- Abersonplein –
- Albemarleweg – de bewoner van Huis 't Velde, Arnold Joost van Keppel tot Voorst, was tevens lid van de Engelse adel en was daar Graaf van Albemarle
- Almenseweg – weg van Warnsveld naar Almen
- Anjerlaan – anjer, plantennaam

### B
- Bergkampweg –
- Berkenlaan – berk, plantennaam
- Beukenlaan – beuk, plantennaam
- Bevrijdingslaan – Straatnaam verwijst naar de Bevrijding van de Duitse bezetting in Nederland
- Bieshorstlaan – Bieshorst
- Boggelaar – was ooit een landgoed
- Bonendaal –
- Bongerspad –
- Boslaan – Laan naar het Veldesche Bos
- Brakelaan –
- Breegraven –
- Burg. de Millylaan – Paul Antoine Guillaume de Milly van Heiden Reinestein
- Bussenweide – voormalig boerderij

### C
- Callenfelsplein –

### D
- Dahliapad – dahlia, plantennaam
- De Fluite –
- De Gaikhorst –
- De Korte Voorn –
- De Lange Garde –
- De Nachtegaal –
- De Nutteler –
- De Ploeg –
- De Timpe –
- Dennendijk –
- Dorskamp –
- Draaiomsdreef –
- Dreiumme –
- Drift –

### E
- Emmersteeg –

### F
- Forumpad – basisschool Het Forum, dat nu De Fontein heet
- Frederikseplein –

### G
- Garsensebospad –
- Garsenshof –
- Gazoorweg –
- Geesinkweg –
- Gerstekamp –
- Godeboldlaan – Godeboldus, bisschop van Utrecht van 1114 tot zijn dood in 1127.[50]
- Graffelpad –

### H
- Havepad –
- Hellenkamp –
- Herdershof –
- Het Boschloo –
- Het Buiting –
- Het Burkink –
- Het Cornegoor –
- Het Eiland –
- Het Ham –
- Het Have –
- Het Horseler –
- Het Menkveld –
- Het Regelink –
- Het Schieven –
- Het Spangoor –
- Het Wekenstroo –
- Hoefijzer –
- Hoekendaalseweg –
- Hofpad –
- Hofmanspad –
- Hofweg –
- Hunnekink –

### I
- Ieplaan – iep, boom
- Isendoornpad – Van Isendoorn was een oud Gelders geslacht waarvan leden sinds 1814 als D'Isendoorn à Blois tot de moderne Nederlandse adel behoorden. Het geslacht stierf in 1865 uit.

### K
- Karskamp –
- Keminkstraat –
- Kerkhofweg –
- Kerkpad –
- Kerkplein –
- Kiekebelt –
- Klaprooslaan –
- Kleine Omlegging –
- Kloetschup –
- Klooster – naar het klooster dat hier vroeger stond
- Kozakkenlaan – Genoemd naar de kozakken die in 1813 en 1814 Nederland hielpen bevrijden van de Franse bezetting tijdens de nasleep van Napoleons terugtocht uit Rusland
- Kremerskamp –

### L
- Laan 1940-'45 – straatnaam verwijst naar de Tweede Wereldoorlog
- Lage Lochemseweg – weg van Warnsveld naar Lochem
- Lage Weide –
- Lammerhof –
- Landweer –
- Landweg –
- Leestense Rondweg –
- Leestensedreef – het dorpje Leesten (met drie boerderijen) op de plek van de nieuwbouwwijk Leesten-West lag.[47]
- Leestensepad – Leesten, het dorpje dat vóór 1992 op de plek van de nieuwbouwwijk Leesten-West lag.[47]
- Lindenlaan – linde, plantennaam
- Lochemseweg – weg van Warnsveld naar Lochem

### M
- Margrietlaan – margriet, plantennaam
- Meester Oldenmengerpad – Adri Oldenmenger, directeur (1955 t/m 1982), van de Openbare Lagere School te Warnsveld (de huidige Adriaan van den Endeschool).[80]
- Meidoornlaan – meidoorn, plantennaam
- Molenstraat –

### N
- Nengermanhof –
- Nieuweweg –

### O
- Ooyerdreef – Ooijerhoek, voormalige buurtschap op de plak van de huidige buurt Ooyerhoek in de wijk Leesten-West.[69]
- Ooyerhoeksepad –
- Onderlaatsepad –
- Ooyerhoeksepad –
- Op de Bieshorst –
- Oranjelaan –
- Oude Borculoseweg – weg van Warnsveld naar Borculo
- Oude Warkenseweg – weg van Warnsveld naar de buurtschap Warken

### P
- Peppelenweg –
- Prunuslaan – prunus, plant

### R
- Ramshof –
- Rhienderinklaan – boerderij Het Rhienderink
- Rietgerweg –
- Rijksstraatweg –
- Rouwbroekweg – boerderij- en moerasnaam
- Runneboom –

### S
- Schapendoes – Schapendoes, hondenras
- Scheerdershof –
- Schekmanshof –
- Scheurkamp –
- Schoolplein –
- Schoolstraat – oude dorpsschool
- Slagboom –
- Spikerpad –
- St. Anthoniehof – Antonius van Egypte (ca. 251 – ca. 356), christelijke heilige die bekendstaat als de vader van het kloosterleven.
- St. Martinusstraat – Martinus van Tours (ca. 316 – 397), katholiek bisschop en heilige (Sint Maarten).[50]

### T
- 't Spiker –
- Thateplantsoen – Johannes Baptista (Jan) Thate (1906-1995), huisarts in Warnsveld van 1935 tot 1970[81][82][83][84][85][86]
- Torenlaan –
- Trefpark –
- Tuinstraat –

### V
- Van Nagellplein – Van Nagell is een oude adellijke, Nederlandse en deels Duitse familie die vooral bestuurders voortbracht en sinds 1547 nauw verbonden is met kasteel Ampsen.
- Veldesebospad –
- Veldesebosweg –
- Veldweidelaan –
- Verzetslaan – Nederlands verzet in de Tweede Wereldoorlog
- Vijverpad –
- Visserlaan –
- Voigtstraat –
- Vordensebinnenweg – weg van Warnsveld naar Vorden
- Vordenseweg – weg van Warnsveld naar Vorden

### W
- Warkenseweg – Warken (Nedersaksisch: Warkn) is een buurtschap ten oosten van Zutphen en hoort bij het dorp Warnsveld.
- Weerstraat –
- Werkseveldweg –
- Wildenborgseweg –
- Wittenbergpad –

Straten in De Hoven
- Achterhoven –
- Akkerstraat –
- Baankstraat – erve Baank ten noorden en erve Kleyn Baank ten zuiden van de straat[87]
- Barmelskamp –
- De Holtskòle –
- De Teuge – het gebied De Teuge (op kadasterkaart 1832 'Teuga'[87], eerder 'den Toege'[87]) ten westen van De Hoven
- Dijkmate –
- Dijkstraat –
- Dwarsstraat –
- Het Steendijkje –
- Hofweg –
- Hoveniersweg –
- Kanon – Herberg Het Kanon[87] (nu Kanonsdijk 130-134), ontstaan (1800) als verblijfplaats bij het hoogwaterkanon.[88]
- Kanonsdijk – Herberg Het Kanon[87][88]
- Kleine Tonge –
- Kruisstraat –
- Lijnbaanstraat –
- Molenweg –
- Mulderskamp –
- Nieuwe Weide –
- Oude Kanonsdijk – Herberg Het Kanon[87][88]
- Oude Touwbaan –
- Schoolstraat –
- Scheurweideweg –
- Sonsvelthof – familienaam uit Zutphen
- Spoordijkstraat –
- Sprabanenweg –
- Sterrenblik – het gebied Sterrenblik (op kadasterkaart 1832 'Sterenblik'[87]) ten zuiden van De Hoven.[87]
- Tondensestraat –
- Vliegendijk –
- Vlietbergweg –
- Voorste Overmarsweg –
- Weg naar Voorst – weg van Zutphen naar Voorst